# Veratrum maackii
Veratrum maackii är en nysrotsväxtart som beskrevs av Eduard August von Regel. Veratrum maackii ingår i släktet nysrötter, och familjen nysrotsväxter.

## Underarter
Arten delas in i följande underarter:
- V. m. japonicum
- V. m. maackii
- V. m. parviflorum

## Bildgalleri

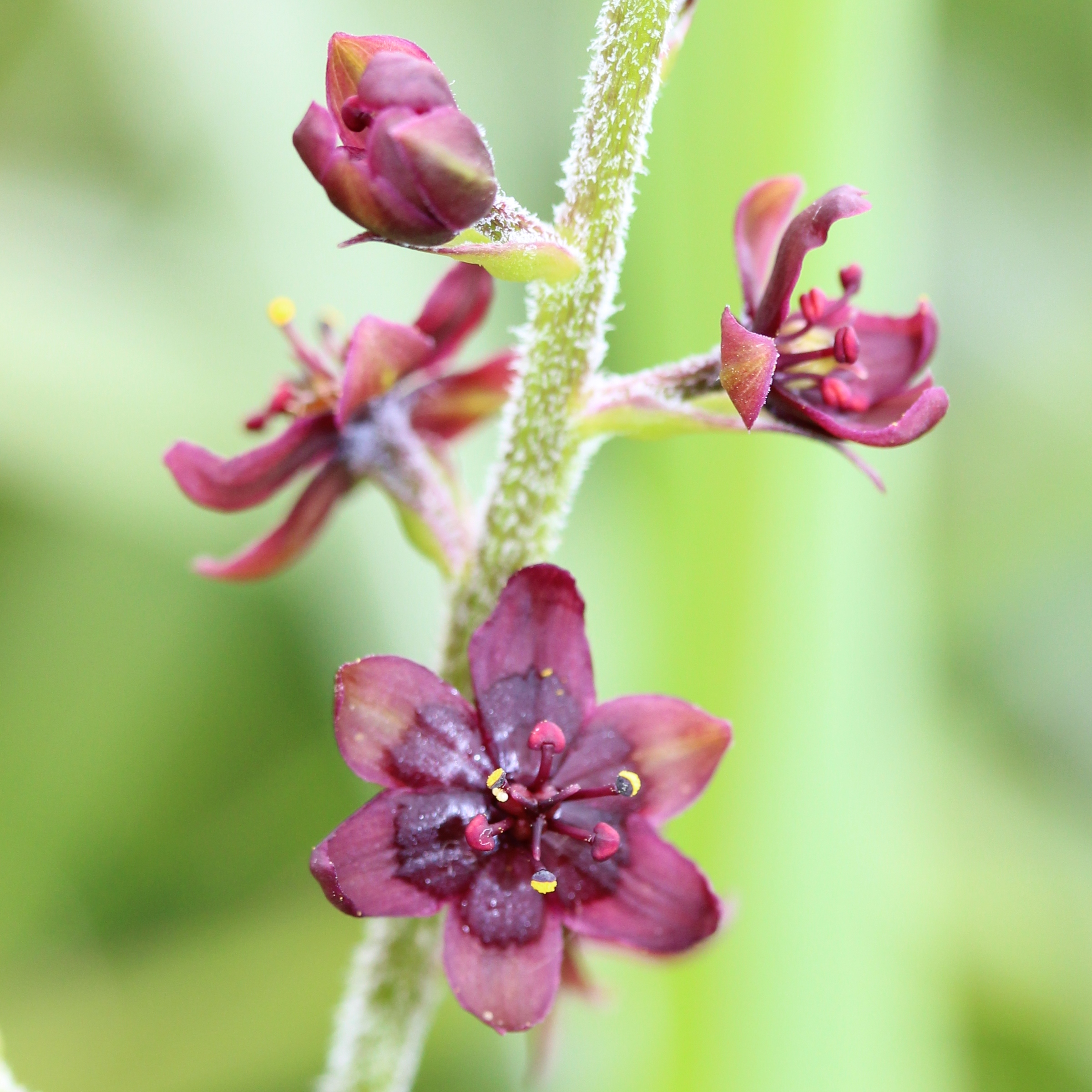
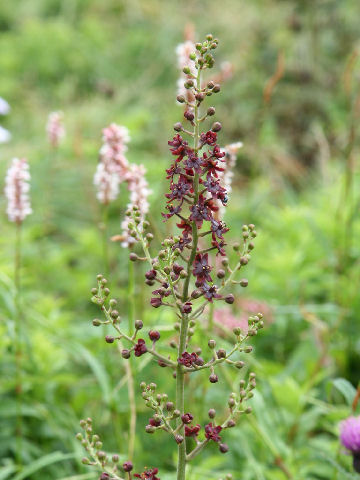
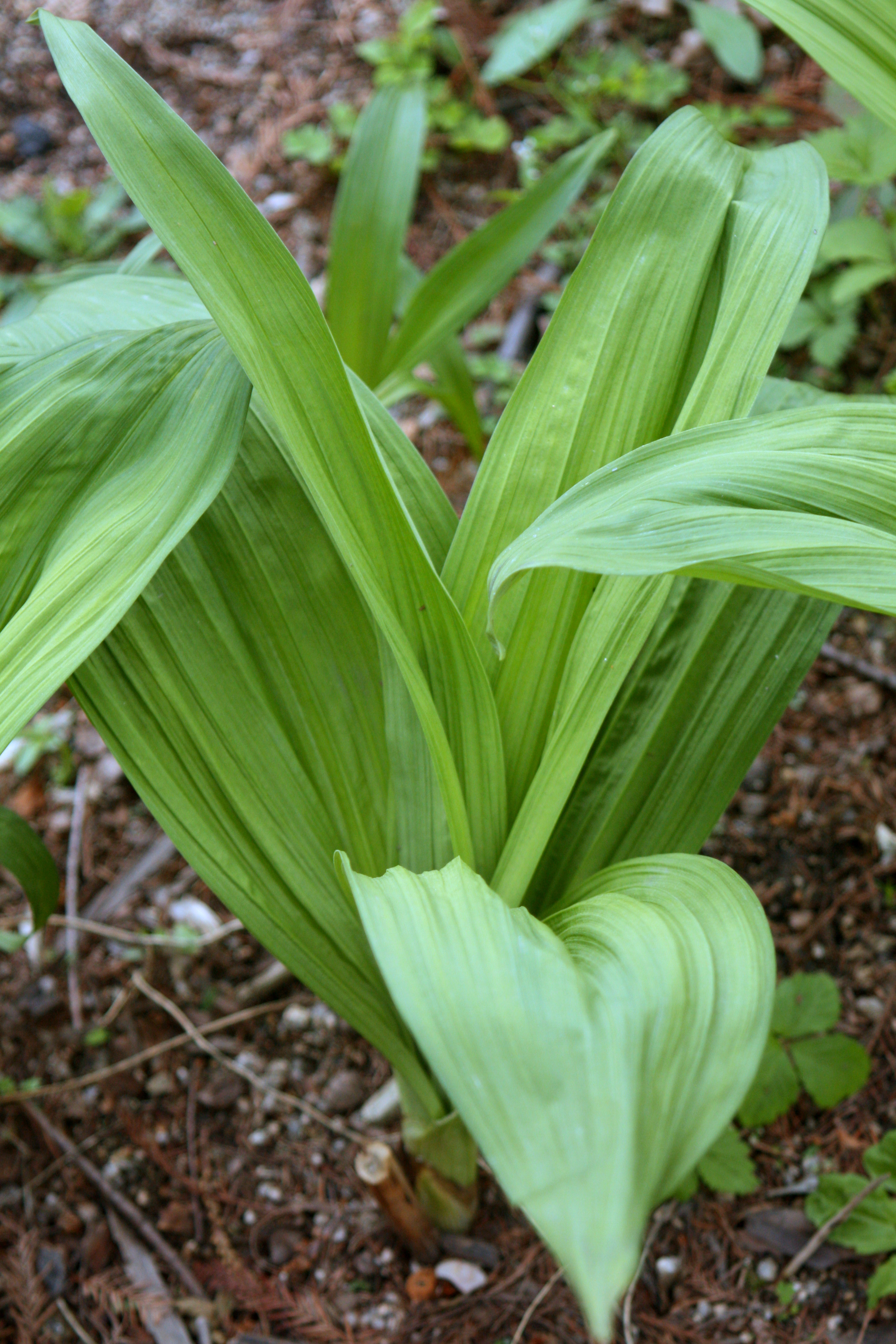
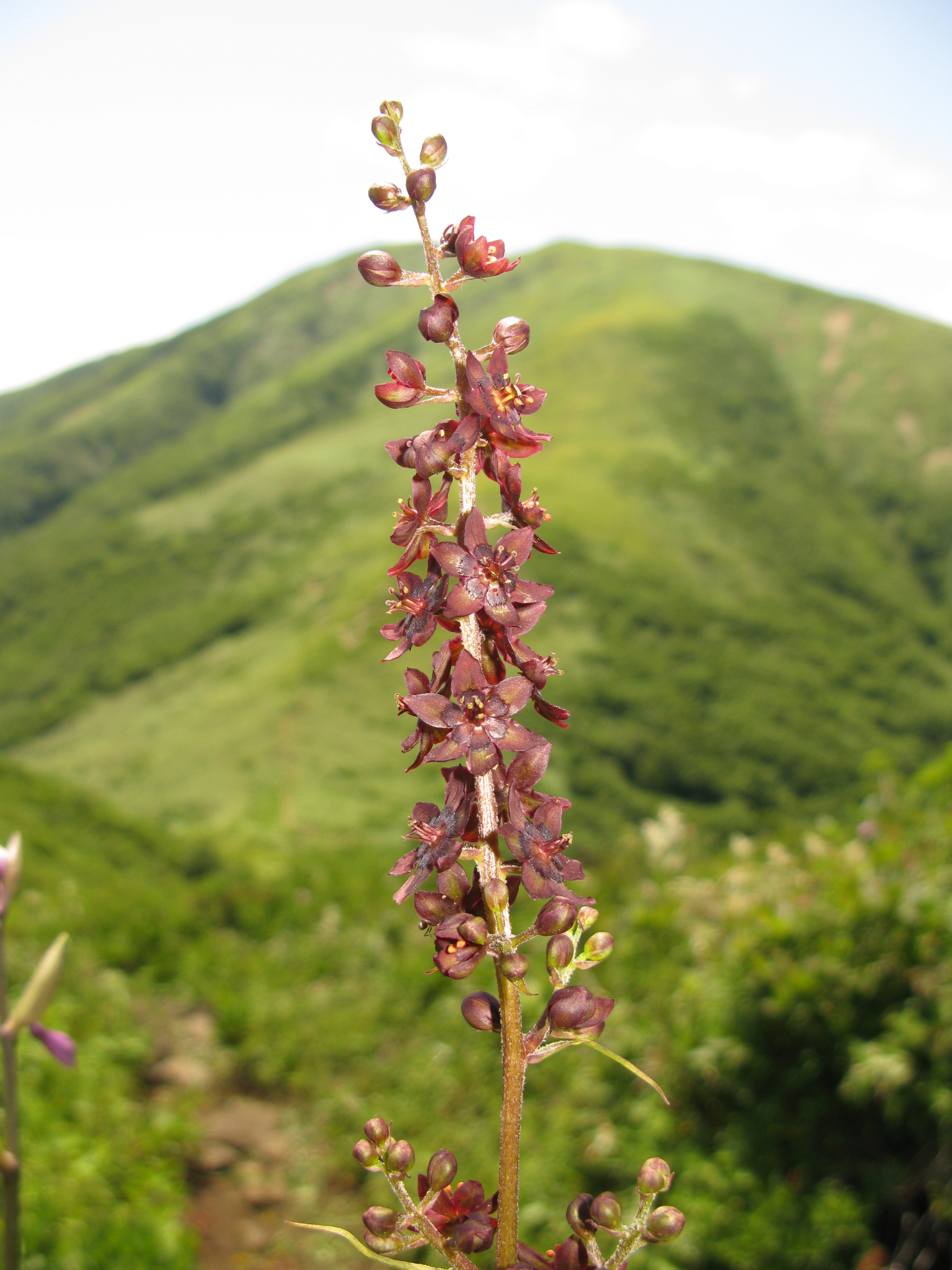
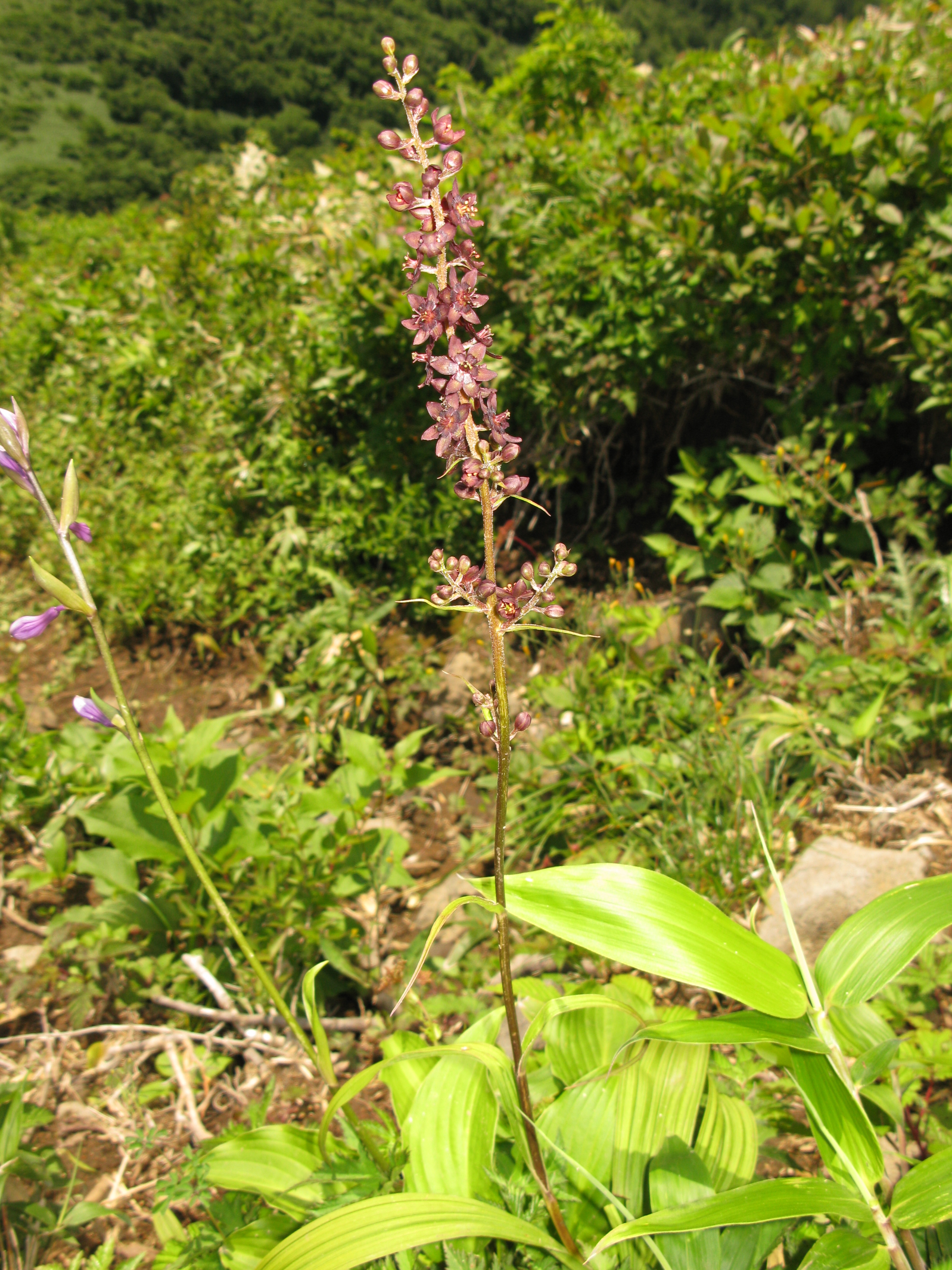
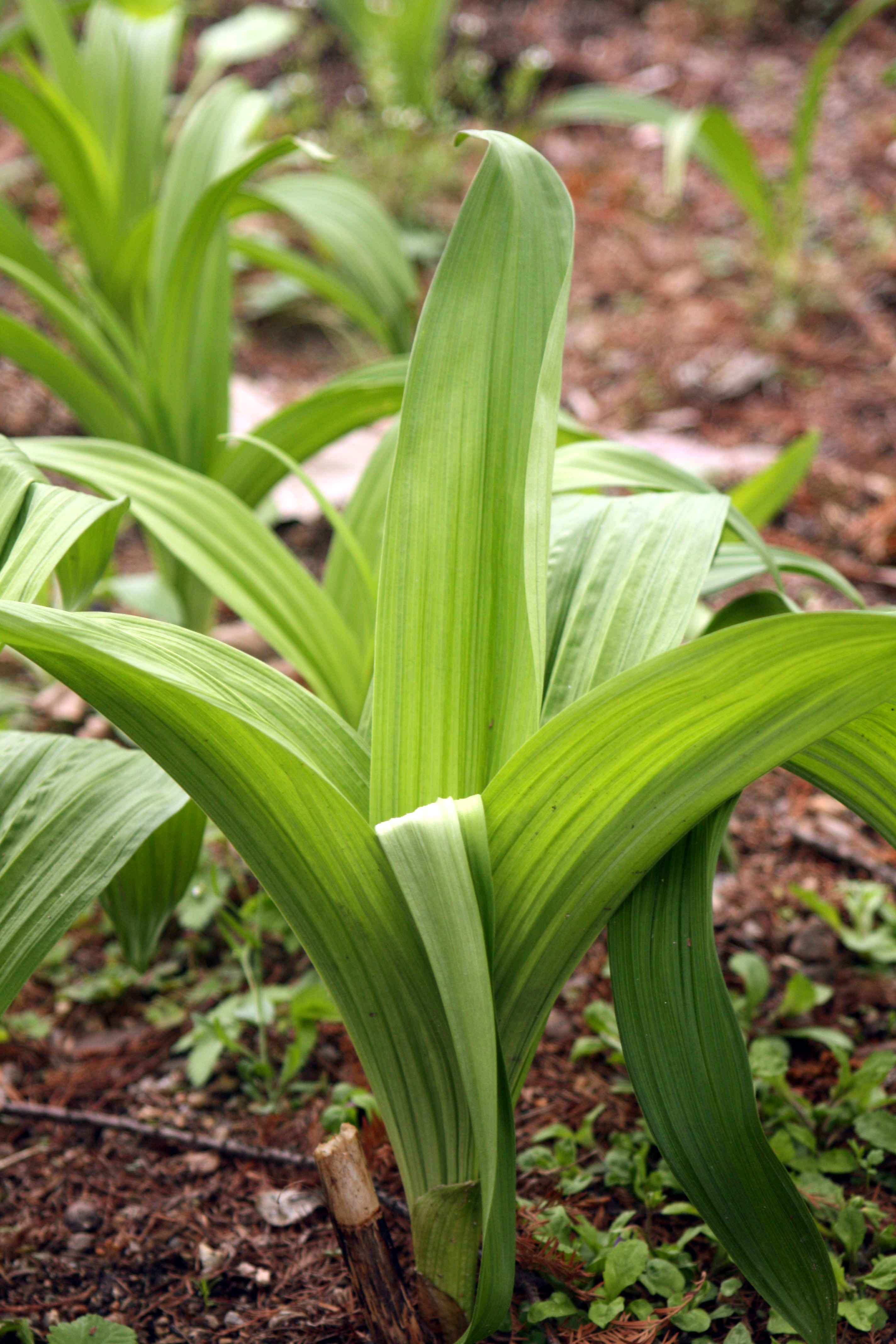